# Prix littéraires du Gouverneur général 1968
Liste des Prix littéraires du Gouverneur général pour 1968, chacun suivi du gagnant.

## Français
- Prix du Gouverneur général : romans et nouvelles de langue française : Hubert Aquin, Trou de mémoire et Marie-Claire Blais, Manuscrits de Pauline Archange.
- Prix du Gouverneur général : études et essais de langue française : Fernand Dumont, Le Lieu de l'homme.

## Anglais
- Prix du Gouverneur général : romans et nouvelles de langue anglaise : Alice Munro, Dance of the Happy Shades.
- Prix du Gouverneur général : poésie ou théâtre de langue anglaise : Leonard Cohen, Selected Poems 1956-68.
- Prix du Gouverneur général : études et essais de langue anglaise : Mordecai Richler, Cocksure et Hunting Tigers Under Glass.